# Oiê (Nigéria)
Oiê (Oye) é uma cidade e área de governo local no estado de Equiti, na Nigéria, fundada em 17 de maio de 1989.
O governo local de Oiê é limitado pelo governo local de Ilejemejê ao norte, pelo Irepodum/Ifelodum ao sul, pelo governo local de Icolê ao leste e pelo governo local de Idô / Ossi ao oeste.
É composto pelas seguintes cidades e vilas: Oiê Equiti, Ilupeju Equiti, Aiebaju Equiti, Irê Equiti, Itapá Equiti, Ossim Equiti, Aiedê Equiti, Itaji Equiti, Imojô Equiti, Ilafom Equiti, Issã Equiti, Ilemeçô Equiti, Omu Equiti, Ijelu Equiti, Olojê Equiti e uma série de outros.
Não há grupos étnicos distintos no governo local, uma porcentagem maior das pessoas que residem é da raça iorubá. Quase todas as pessoas falam a língua iorubá com variações dialéticas insignificantes.